# NGC 5253
NGC 5253 est une galaxie irrégulière magellanique située dans la constellation du Centaure. Sa vitesse par rapport au fond diffus cosmologique est de 681 ± 19 km/s, ce qui correspond à une distance de Hubble de 10,05 ± 0,76 Mpc (∼32,8 millions d'al). NGC 5253 a été découverte par l'astronome germano-britannique William Herschel en 1787.
NGC 5253 a été utilisée par Gérard de Vaucouleurs comme une galaxie de type morphologique I0 pec dans son atlas des galaxies,.
La classe de luminosité de NGC 5253 est V-VI et elle présente une large raie HI. Elle renferme des régions d'hydrogène ionisé. C'est aussi une radiogalaxie à spectre continu (Flat-Spectrum Radio Source) et une galaxie à sursaut de formation d'étoiles.

## Caractéristiques

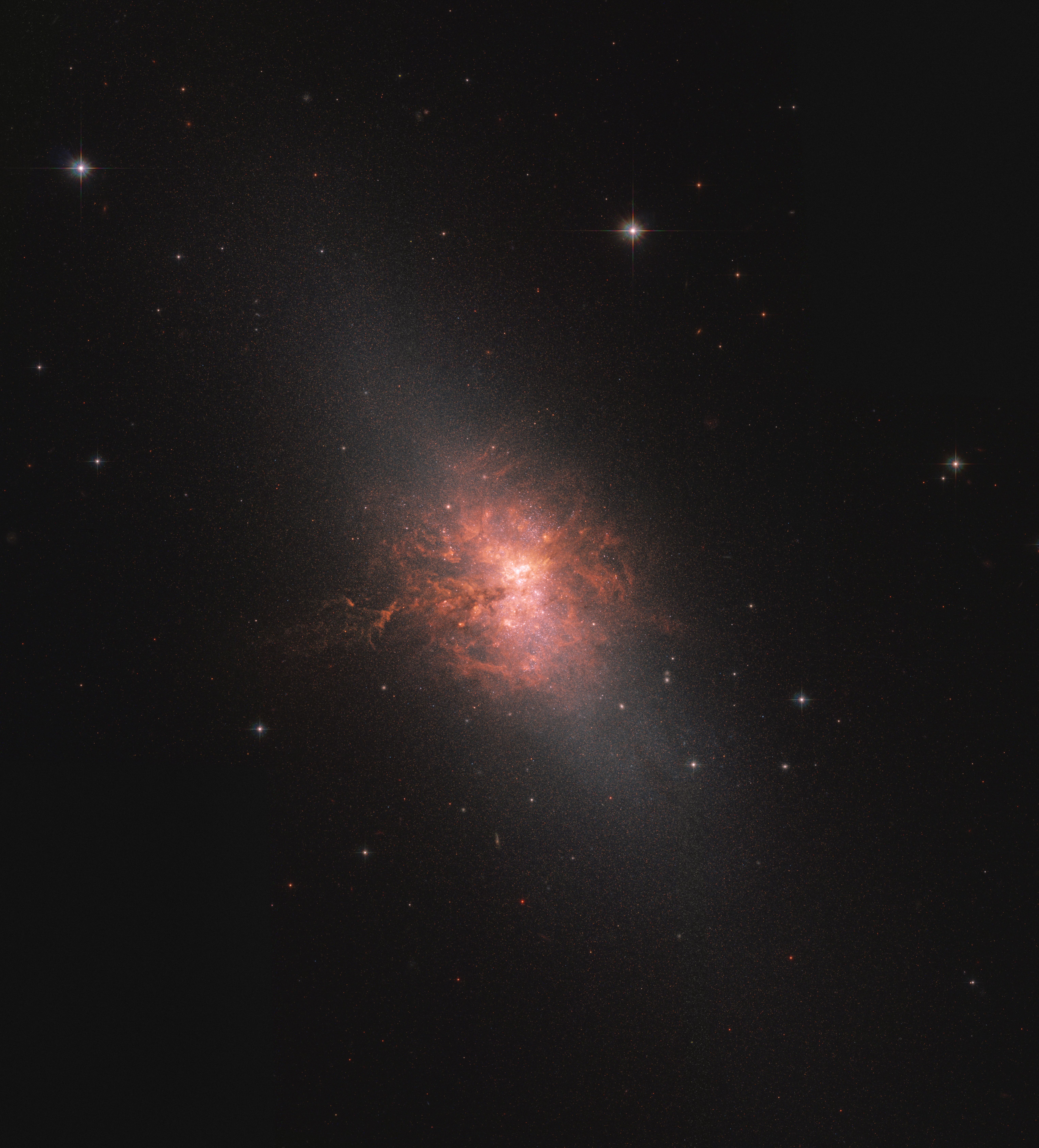
La région centrale en rouge dominée par une zone de formations d'étoiles. Image réalisée avec les émissions H-Alpha de l'hydrogène. (télescope spatial Hubble)

NGC 5253 contient de la poussière et des éléments lourds, mais nettement moins que la galaxie de la Voie lactée. Le centre de la galaxie est dominé par une région de formation d'étoiles intense qui est intégrée dans zone principal elliptique, qui apparaît en rouge sur l'image de Hubble. Cette zone centrale se compose d'un environnement riche d'étoiles jeunes et chaudes concentrées en amas ouverts, qui brillent en bleu sur l'image en lumière visible et en infrarouge de Hubble. La luminosité de NGC 5253 dans l'infrarouge lointain (de 40 à 400 µm)  est égale à 6,17 × 108 {\displaystyle L_{\odot }} (108,79{\displaystyle L_{\odot }}) et sa luminosité totale dans l'infrarouge (de 8 à 1 000 µm) est de 1,12 × 109 {\displaystyle L_{\odot }} (109,05{\displaystyle L_{\odot }}).
NGC 5253 contient un nuage géant de poussière qui nous cache un amas stellaire. La masse du nuage de poussière entourant cet amas est estimée à 15 000 {\displaystyle M_{\odot }}. Cet amas est considéré comme un superamas stellaire car il renferme plus d'un million d'étoiles. Il contient jusqu'à 7000 étoiles de type O et sa luminosité totale équivaut à celle d'un milliard de soleils. Âgé de seulement trois millions d'années, il est situé dans une région où le taux de formation d'étoiles est au moins dix fois supérieur à celui de la Voie lactée,.

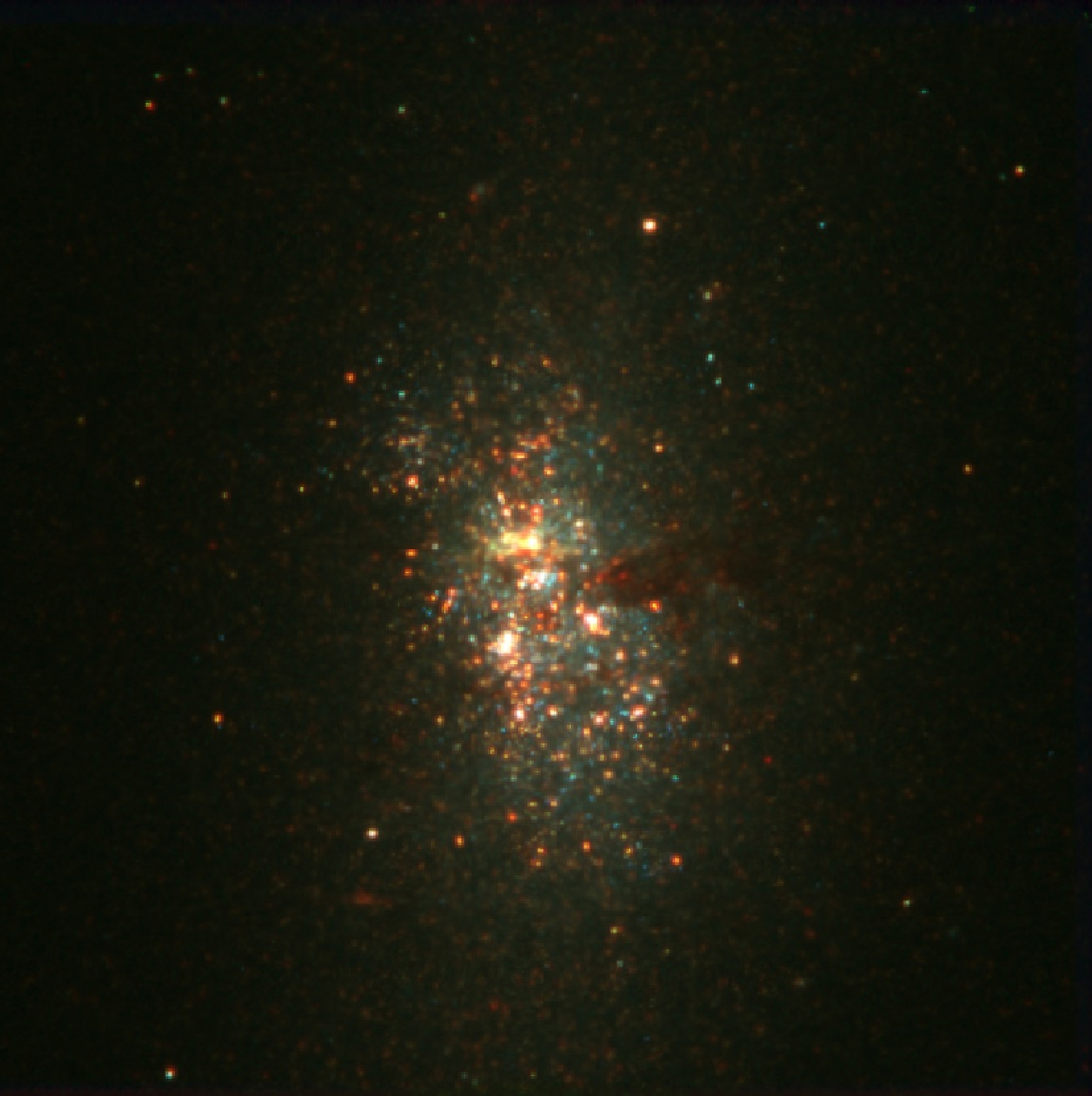
Cette image composite de NGC 5253 a été réalisée à partir des données de l'infrarouge proche captée par le VLT et le télescope spatial Hubble.

### Distance
Cette galaxie est trop rapprochée du Groupe local et on ne peut utiliser le décalage vers le rouge pour déterminer sa distance. Cependant, 55 mesures non basées sur le décalage vers le rouge (redshift) donnent une distance de 3,648 ± 0,528 Mpc (∼11,9 millions d'al).
Plusieurs mesures de ce vaste échantillon sont basées sur la relation période-luminosité des céphéides (27 mesures) et sur la méthode TRGB des géantes rouges de population II (6 mesures), méthodes considérées comme plus précises. La distance moyenne de ces mesures est égale à 3,51 ± 0,38 Mpc (∼11,4 millions d'al).

### Classification
Les avis diffèrent passablement sur la classification de NGC 5253. Certains la considèrent comme une galaxie spirale, et même comme une galaxie spirale barrée. L'image captée par le télescope spatial Hubble ne montre aucune structure spirale, mais plutôt une distribution irrégulière d'étoiles et de zones obscures de poussière. La classification de galaxie irrégulière magellanique par la base de données NASA/IPAC semble mieux convenir à cette galaxie.
NGC 5253 est aussi qualifiée par certaines sources de galaxie naine bleue compacte particulière,. Il s'agit de l'une des plus rapprochées galaxies bleues compactes.